# Brungrodor

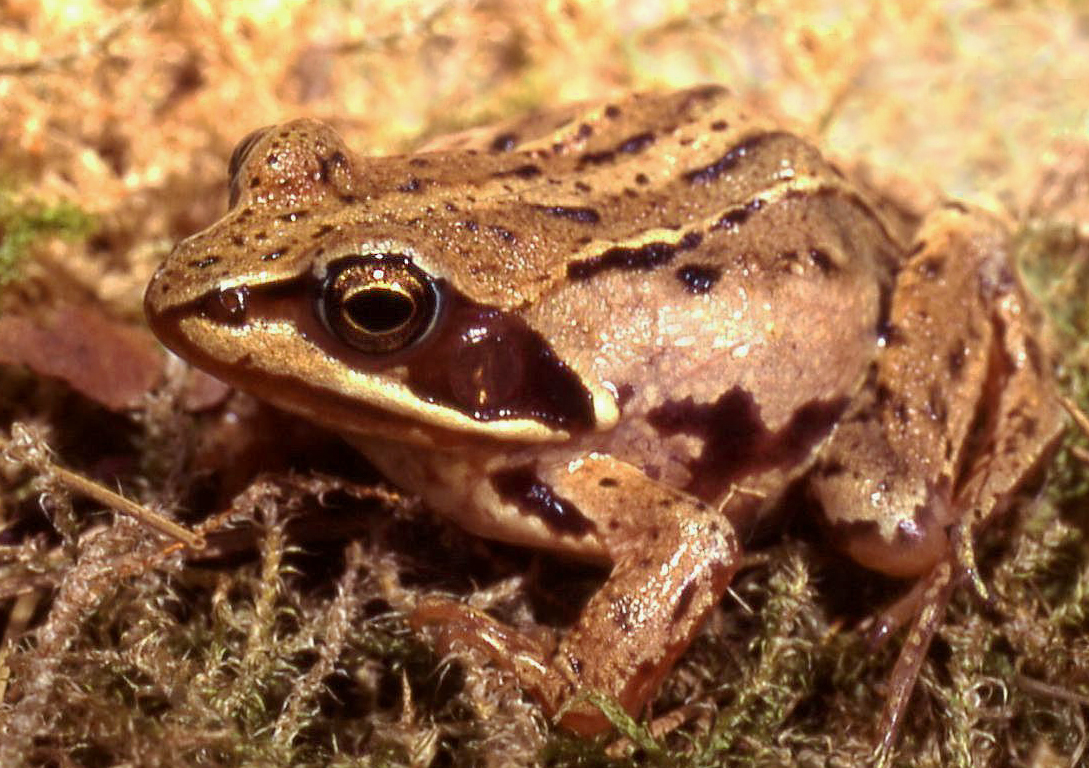
Åkergroda (Rana arvalis)

Brungrodor är en icke-systematisk grupp av grodarter (i norra och centrala Europa: vanlig groda, åkergroda och långbensgroda) inom släktet Rana med liknande drag vad gäller utseende och levnadssätt. Deras dräkt/färgsättning går i brunt. Till skillnad från gröngrodorna har de en enda strupsäck. Efter leken (parningen) lämnar de vattenmiljön för mark med fuktig undervegetation eller ängsmark och är då relativt ensamlevande och tystlåtna.